# Centre d'Art contemporain Walter-Benjamin
 (novembre 2020).
Si vous disposez d'ouvrages ou d'articles de référence ou si vous connaissez des sites web de qualité traitant du thème abordé ici, merci de compléter l'article en donnant les références utiles à sa vérifiabilité et en les liant à la section « Notes et références ».
Le Centre d'art contemporain Walter-Benjamin est un centre d'art de la ville de Perpignan, dans les Pyrénées-Orientales, dans la région Occitanie.

## Situation

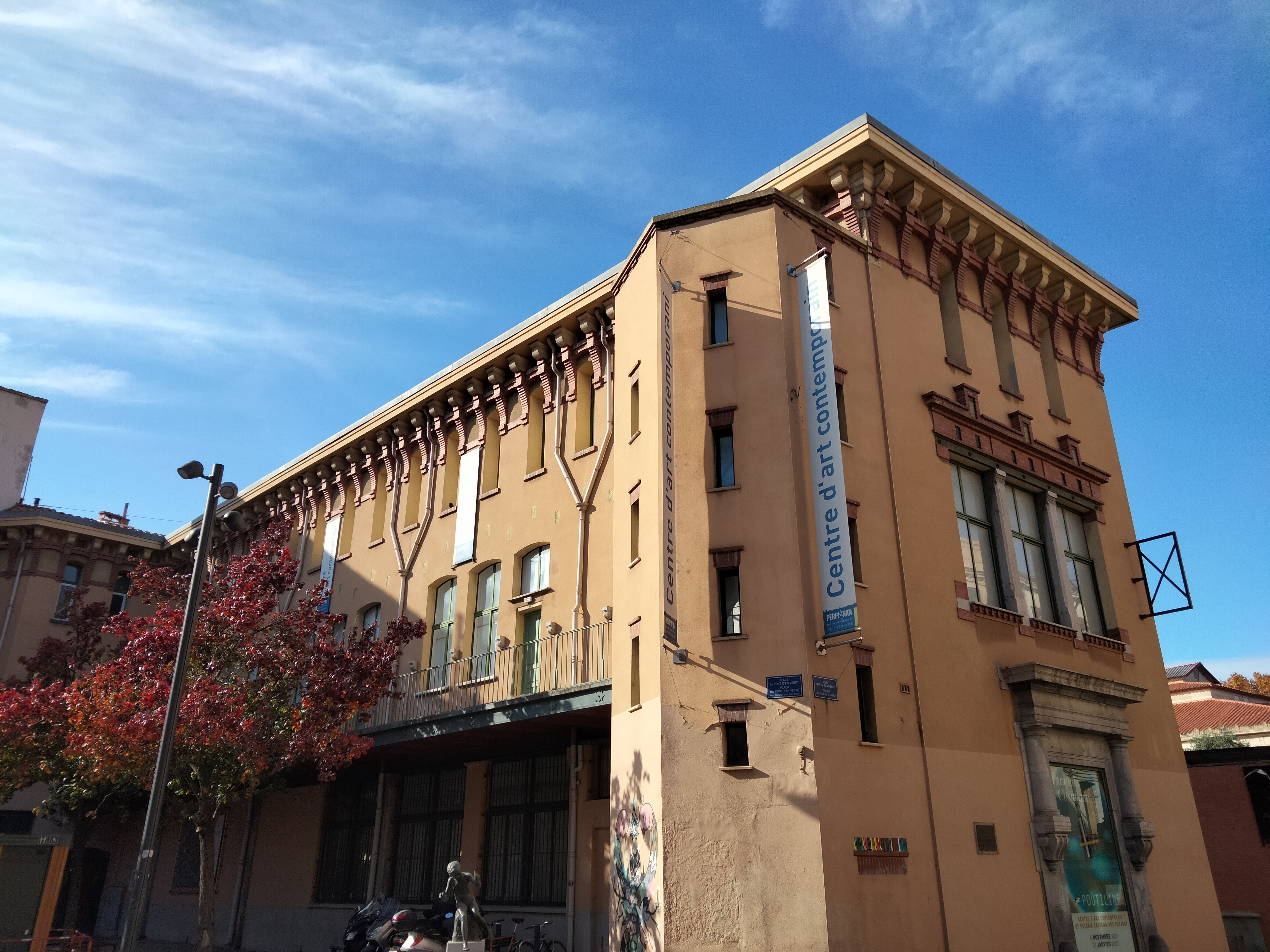
Façade

Il est situé sur la Plaça del Pont d'en Vestit, dans le quartier Saint-Mathieu, dans le bâtiment subsistant de l'ancienne école prédécesseur du Liceu Francesc Aragó (l'autre a été démolie pour faire place à la place actuelle). Avant le Centre d'Art, l’École des Beaux-Arts de Perpignan était toujours à cet endroit.

## Historique
Inauguré le 12 octobre 2013 par le maire de Perpignan, ce centre de 650 m2, devait donner une place à l'art contemporain à Perpignan. Mais la fermeture de l'école des Beaux-Arts en 2016, située en face, puis l'ouverture du musée Hyacinthe-Rigaud, qui expose aussi des artistes contemporains, provoque un effet de doublon. Il est alors fermé début 2019 et la mairie met le bâtiment en vente pour 650 000 €.
Finalement, il accueille ensuite provisoirement la médiathèque centrale de Perpignan le temps de ses travaux.
Sa réouverture était prévue en octobre 2020 avec une nouvelle exposition, reportée en raison de la pandémie de Covid-19. Lors du conseil municipal du 6 février 2020, le maire de Perpignan Louis Aliot reconnaît que le nom de Walter Benjamin va être retiré du nom officiel, à la suite d'une demande d'une association d'intellectuels et de la famille de Walter Benjamin qui ne voulaient pas voir son nom associé à une mairie du Rassemblement national.
Le centre ouvre une exposition temporaire sur les oeuvres de l'artiste suisse Sylvie Dubal  intitulée, Sylvie Dubal, la menace d'un idéal, du 16 mars 2024 au 12 janvier 2025 sous le commissariat de Thomas Wierzbiński (d).